# Il Volo - Tutti per uno
Il Volo - Tutti per uno è un programma televisivo italiano di genere varietà e musicale, in onda in prima serata su Canale 5 dal 27 maggio 2023, realizzato dal trio musicale Il Volo.

## Il programma
La prima edizione del programma è andata in onda in due serate registrate il 1º e il 3 maggio e trasmesse il 27 maggio e il 3 giugno 2023, in prima serata su Canale 5 ed è la trasposizione televisiva dei concerti tenuti da Il Volo all'Arena di Verona. Le serate sono caratterizzate dall'esibizione del trio (anche singolarmente) e dalla presenza di ospiti che duettano talvolta con il gruppo.  
La seconda edizione è andata in onda in tre serate registrate dal 9 al 13 maggio e trasmesse dal 14 al 28 maggio 2024, anch'essa basata sui concerti tenuti all'Arena di Verona, in occasione del quindicesimo anniversario dalla nascita del gruppo. 
La prima edizione del programma è stata condotta dal trio con la partecipazione di Federica Panicucci, mentre la seconda edizione ha visto il trio affiancato da una conduttrice diversa per ogni puntata: Giorgia (prima serata), Federica Panicucci (seconda serata) ed Eleonora Abbagnato (terza serata).
La prima serata del 14 maggio 2024 è stata aperta da Claudio Baglioni ospite d’eccezione che duetta al pianoforte con un brano diverso per ogni membro - Mille giorni di te e di me con Ignazio, Avrai con Gianluca e Questo piccolo grande amore con Piero - infine si esibisce in Strada facendo insieme al trio.
La terza edizione è andata in onda in tre serate registrate dall'8 all'11 maggio e trasmesse dal 19 maggio al 2 giugno 2025, questa volta basati sui concerti tenuti a Palazzo Te di Mantova, con l'aggiunta del sottotitolo speciale Viaggio nel tempo.

## Edizioni
| Edizione | Anno | Titolo del programma                       | Conduzione | Registrazione    | Periodo        | Periodo        | Puntate | Location             |
| Edizione | Anno | Titolo del programma                       | Conduzione | Registrazione    | Inizio         | Fine           | Puntate | Location             |
| -------- | ---- | ------------------------------------------ | ---------- | ---------------- | -------------- | -------------- | ------- | -------------------- |
| 1ª       | 2023 | Il Volo - Tutti per uno                    | Il Volo    | 1º-3 maggio 2023 | 27 maggio 2023 | 3 giugno 2023  | 2       | Arena di Verona      |
| 2ª       | 2024 | Il Volo - Tutti per uno                    | Il Volo    | 9-13 maggio 2024 | 14 maggio 2024 | 28 maggio 2024 | 3       | Arena di Verona      |
| 3ª       | 2025 | Il Volo - Tutti per uno: Viaggio nel tempo | Il Volo    | 8-11 maggio 2025 | 19 maggio 2025 | 2 giugno 2025  | 3       | Palazzo Te (Mantova) |

## Puntate e ascolti

### Prima edizione (2023)
| Puntata | Messa in onda  | Ascolti        | Ascolti | Ospiti                                                                   |
| Puntata | Messa in onda  | Telespettatori | Share   | Ospiti                                                                   |
| ------- | -------------- | -------------- | ------- | ------------------------------------------------------------------------ |
| 1       | 27 maggio 2023 | 3 128 000      | 23,60%  | Gianna Nannini, Giorgio Panariello, Annalisa, Francesca Michielin, Irama |
| 2       | 3 giugno 2023  | 3 084 000      | 22,70%  | Madame, Edoardo Leo, Mario Biondi, Orietta Berti                         |
| Media   | Media          | 3 106 000      | 23,15%  |                                                                          |

### Seconda edizione (2024)
| Puntata | Messa in onda  | Ascolti        | Ascolti | Ospiti |
| Puntata | Messa in onda  | Telespettatori | Share   | Ospiti |
| ------- | -------------- | -------------- | ------- | --- |
| 1       | 14 maggio 2024 | 2 632 000      | 18,99%  | Claudio Baglioni, Giorgia, Francesco De Gregori, Alessandra Amoroso, Roberto Vecchioni, Gaetano Curreri, Mara Sattei, Giorgio Panariello                    |
| 2       | 21 maggio 2024 | 2 600 000      | 18,10%  | Federica Panicucci, Gianna Nannini, Giuliano Sangiorgi, Umberto Tozzi, Clara, Santi Francesi, Nina Solodovnikova, Enrico Nigiotti, Irama, Giuseppe Fiorello |
| 3       | 28 maggio 2024 | 2 933 000      | 20,20%  | Eleonora Abbagnato, Max Pezzali, Nek, Riccardo Cocciante, BigMama, Rose Villain, Nina Zilli, Enrico Brignano                                                |
| Media   | Media          | 2 722 000      | 19,09%  | |

### Terza edizione (2025)
| Puntata | Messa in onda  | Ascolti        | Ascolti | Ospiti |
| Puntata | Messa in onda  | Telespettatori | Share   | Ospiti |
| ------- | -------------- | -------------- | ------- | --- |
| 1       | 19 maggio 2025 | 2 683 000      | 21,40%  | Eros Ramazzotti, Fiorella Mannoia, Giorgio Panariello, Placido Domingo, Gigi D'Alessio, Gaia, Massimo Ranieri, Malika Ayane, Antonella Clerici             |
| 2       | 26 maggio 2025 | 2 170 000      | 16,60%  | Gianni Morandi, Antonello Venditti, Fiorella Mannoia, Noemi, Marco Masini, Elisa Balbo, Simone Coluccio, Joel Stoyanov, Enrico Brignano, Lorella Cuccarini |
| 3       | 2 giugno 2025  | 2 105 000      | 17,20%  | Alessandra Amoroso, Giorgia, The Kolors, Arisa, Vanessa Incontrada, Brunori Sas, Mario Biondi, Clara, Giuseppe Fiorello, Andrea Griminelli                 |
| Media   | Media          | 2 319 000      | 18,40%  | |

## Audience
| Edizione | Rete televisiva | Anno | Stagione  | Programmazione | Programmazione | Programmazione | Programmazione | Programmazione | Programmazione | Programmazione | Collocazione | Media auditel  | Media auditel | Premiere       | Premiere | Finale         | Finale |
| Edizione | Rete televisiva | Anno | Stagione  | L              | M              | M              | G              | V              | S              | D              | Collocazione | Telespettatori | Share         | Telespettatori | Share    | Telespettatori | Share  |
| -------- | --------------- | ---- | --------- | -------------- | -------------- | -------------- | -------------- | -------------- | -------------- | -------------- | ------------ | -------------- | ------------- | -------------- | -------- | -------------- | ------ |
| 1ª       | Canale 5        | 2023 | primavera |                |                |                |                |                |                |                | Prima serata | 3 106 000      | 23,15%        | 3 128 000      | 23,60%   | 3 084 000      | 22,70% |
| 2ª       | Canale 5        | 2024 | primavera |                |                | 2 722 000      | 19,09%         | 2 632 000      | 18,99%         | 2 933 000      | Prima serata | 20,20%         |               |                |          |                |        |
| 3ª       | Canale 5        | 2025 | primavera |                |                | 2 319 000      | 18,40%         | 2 683 000      | 21,40%         | 2 105 000      | Prima serata | 17,20%         |               |                |          |                |        |